# RFA Tidespring (A75)
El RFA Tidespring (A75) fue un buque de aprovisionamiento logístico de la Marina Real británica.

## Construcción y características
El Tidespring fue construido por Hawthorn Leslie en Hebburn. Fue entregado el 18 de enero de 1963. El buque desplazaba 8531 toneladas ligero y hasta 27 400 t a plena carga.

## Historia de servicio
El Tidespring integró el Grupo de Tareas 317.9 (formado además por el Antrim, Plymouth, Endurance), cuyo objetivo fue recapturar las islas Georgias del Sur, a la sazón controladas por Argentina desde el 3 de abril. El 25 de abril el GT 317.9 reconquistó el archipiélago derrotando a la pequeña guarnición argentina.
El 13 de diciembre de 1991 fue retirado del servicio. Al año siguiente partió a India para su desguace.